# Kirchenkreis Schwalm-Eder

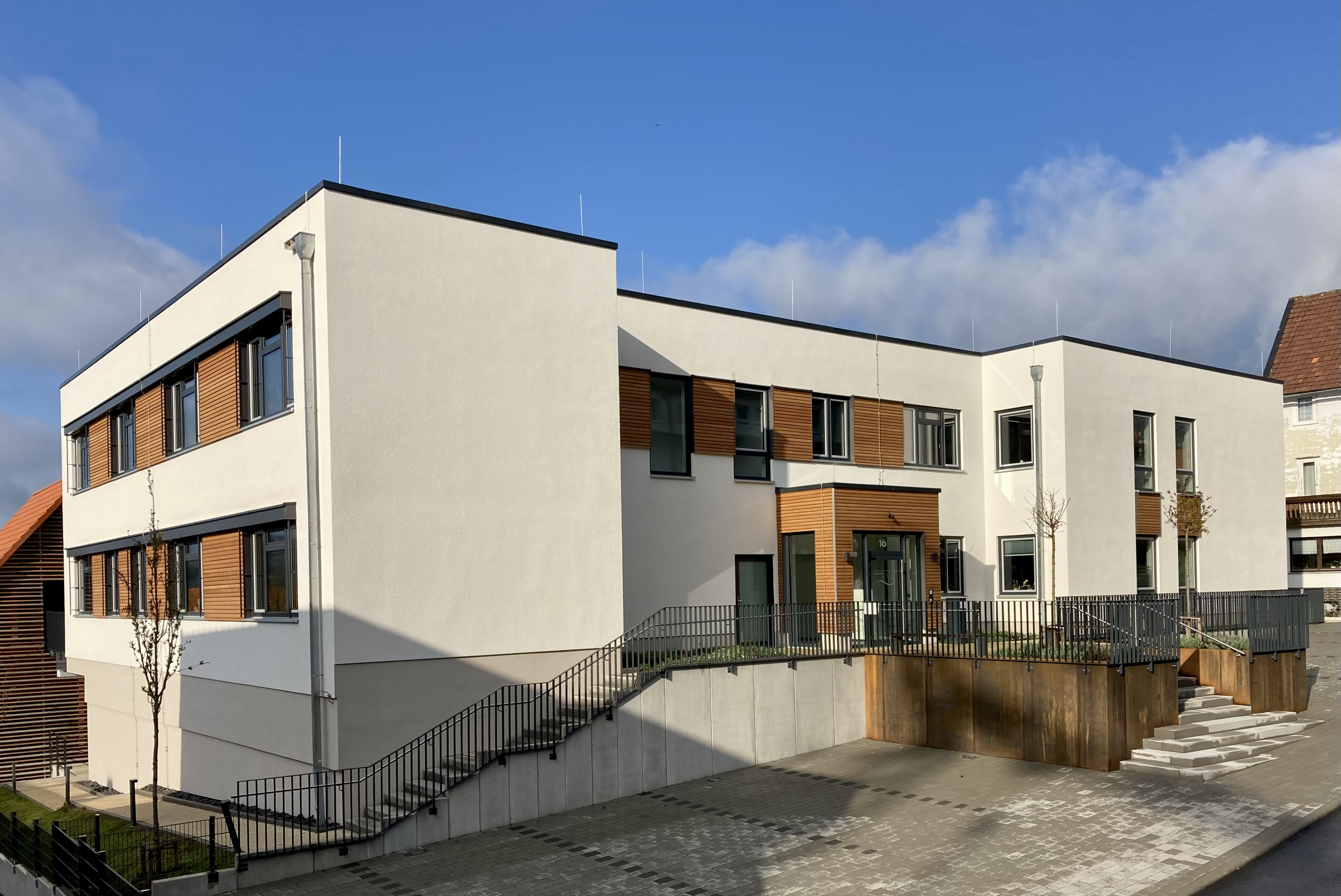
Kirchenkreisamt Schwalm-Eder

Der Kirchenkreis Schwalm-Eder ist ein Kirchenkreis der Evangelischen Kirche von Kurhessen-Waldeck (EKKW) im Sprengel Marburg. Er entstand zum 1. Januar 2020 durch die Fusion der Kirchenkreise Fritzlar-Homberg, Melsungen und Ziegenhain und ist der größte Kirchenkreis der Landeskirche.
In den 181 Gemeinden des Kirchenkreises leben 117.000 evangelische Christen. Für sie sind 129 Pfarrerinnen und Pfarrer zuständig. Geschäftsführender Leiter ist Dekan Christian Wachter. Der Sitz des Kirchenkreisamtes ist seit März 2022  Homberg (Efze).

## Gemeinden
Der Kirchenkreis erstreckt sich in etwa über den Schwalm-Eder-Kreis sowie Teile der politischen Gemeinden Neustadt (Landkreis Marburg-Biedenkopf), Alsfeld (Vogelsbergkreis), Breitenbach (Landkreis Hersfeld-Rotenburg).
| Pfarramt              | Orte | Kooperationsraum         | Dekanat          |
| --------------------- | --- | ------------------------ | ---------------- |
| Allendorf             | Allendorf, Dorheim, Michelsberg, Schlierbach, Waltersbrück | Frielendorf-Landsburg    | Ziegenhain       |
| Altmorschen           | Altmorschen, Eubach, Heina | Malsfeld-Morschen        | Melsungen        |
| Bad Zwesten           | Bad Zwesten, Betzigerode, Niederurff, Oberurff, Reptich, Wenzigerode                                                                                                   | Borken                   | Fritzlar-Homberg |
| Berge                 | Berge, Caßdorf, Holzhausen, Lembach, Lützelwig, Mardorf, Mühlhausen, Roppershain                                                                                       | Homberg-Land             | Fritzlar-Homberg |
| Besse                 | Besse | Chattengau               | Fritzlar-Homberg |
| Borken                | Borken, Freudenthal, Pfaffenhausen | Borken                   | Fritzlar-Homberg |
| Dillich-Nassenerfurth | Dillich, Haarhausen, Nassenerfurth, Neuenhain, Stolzenbach, Trockenerfurth                                                                                             | Borken                   | Fritzlar-Homberg |
| Felsberg              | Altenburg, Böddiger, Felsberg | Unteres Edertal          | Melsungen        |
| Frielendorf           | Frielendorf, Großropperhausen, Lenderscheid, Linsingen, Spieskappel, Todenhausen, Verna, Welcherod                                                                     | Frielendorf-Landsburg    | Ziegenhain       |
| Fritzlar              | Fritzlar, Rothhelmshausen, Ungedanken | Fritzlar-Land und Wabern | Fritzlar-Homberg |
| Geismar               | Geismar | Fritzlar-Land und Wabern | Fritzlar-Homberg |
| Gensungen             | Beuern, Gensungen, Heßlar, Melgershausen | Unteres Edertal          | Fritzlar-Homberg |
| Grifte                | Grifte, Holzhausen | Chattengau               | Fritzlar-Homberg |
| Großenglis            | Gombeth, Großenenglis, Lendorf, Singlis | Borken                   | Fritzlar-Homberg |
| Gudensberg            | Gudensberg | Chattengau               | Fritzlar-Homberg |
| Guxhagen              | Albshausen, Büchenwerra, Ellenberg, Grebenau, Guxhagen, Wollrode | Guxhagen-Körle           | Melsungen        |
| Haldorf               | Dissen, Haldorf | Chattengau               | Fritzlar-Homberg |
| Harle                 | Harle, Helmshausen, Hesserode, Rhünda | Fritzlar-Land und Wabern | Fritzlar-Homberg |
| Hebel                 | Falkenberg, Hebel, Rockshausen, Unshausen | Fritzlar-Land und Wabern | Fritzlar-Homberg |
| Homberg               | Homberg (Efze) | Homberg-Land             | Fritzlar-Homberg |
| Immichenhain          | Görzhain, Immichenhain, Ottrau | A5                       | Ziegenhain       |
| Jesberg               | Densberg, Elnrode-Strang, Hundshausen, Jesberg, Schönstein | Borken                   | Fritzlar-Homberg |
| Knüllwald             | Appenfeld, Berndshausen, Ellingshausen, Hausen, Hergetsfeld, Hülsa, Lichtenhagen, Nausis, Nenterode, Niederbeisheim, Oberbeisheim, Rengshausen, Steindorf, Wallenstein | Homberg-Land             | Fritzlar-Homberg |
| Körle                 | Empfershausen, Körle, Lobenhausen, Wagenfurth | Guxhagen-Körle           | Melsungen        |
| Lingelbach            | Berfa, Hattendorf, Lingelbach | A5                       | Ziegenhain       |
| Lischeid              | Heimbach, Itzenhain, Lischeid, Sachsenhausen | Schwalm-Hochland         | Ziegenhain       |
| Lohne                 | Dorla, Lohne, Wehren | Fritzlar-Land und Wabern | Fritzlar-Homberg |
| Malsfeld              | Beiseförth, Dagobertshausen, Elfershausen, Malsfeld | Malsfeld-Morschen        | Melsungen        |
| Melsungen             | Kehrenbach, Kirchhof, Melsungen, Obermelsungen | Melsungen Stadt und Land | Melsungen        |
| Mengsberg             | Florshain, Mengsberg, Wiera | Schwalm-Hochland         | Ziegenhain       |
| Merzhausen            | Merzhausen, Willingshausen | Zentrale Schwalm         | Ziegenhain       |
| Metze                 | Ermetheis, Gleichen, Kirchberg, Metze, Riede | Chattengau               | Fritzlar-Homberg |
| Mörshausen            | Adelshausen, Bergheim, Mörshausen | Spangenberg              | Melsungen        |
| Neukirchen            | Neukirchen (Knüll) | Schwalm-Knüll            | Ziegenhain       |
| Neumorschen           | Binsförth, Konnefeld, Neumorschen, Wichte | Malsfeld-Morschen        | Melsungen        |
| Niedenstein           | Niedenstein, Wichdorf | Chattengau               | Fritzlar-Homberg |
| Niedergrenzebach      | Leimsfeld, Niedergrenzebach, Rörshain, Schönborn | Schwalm-Knüll            | Ziegenhain       |
| Niedermöllrich        | Lohre, Niedermöllrich, Niedervorschütz | Fritzlar-Land und Wabern | Fritzlar-Homberg |
| Oberaula-Breitenbach  | Breitenbach, Friedigerode, Gehau, Hatterode, Hausen, Ibra, Machtlos, Oberaula, Wahlshausen                                                                             | A5                       | Ziegenhain       |
| Obermöllrich          | Cappel, Obermöllrich, Udenborn, Werkel, Zennern | Fritzlar-Land und Wabern | Fritzlar-Homberg |
| Obervorschütz         | Maden, Obervorschütz | Chattengau               | Fritzlar-Homberg |
| Olberode              | Asterode, Olberode, Schorbach, Weißenborn | A5                       | Ziegenhain       |
| Pfieffe               | Bischofferode, Pfieffe, Vockerode-Dinkelberg, Weidelbach | Spangenberg              | Melsungen        |
| Remsfeld              | Reddingshausen, Relbehausen, Remsfeld, Schellbach, Völkershain, Welferode                                                                                              | Homberg-Land             | Fritzlar-Homberg |
| Röhrenfurth           | Röhrenfurth, Schwarzenberg | Melsungen Stadt und Land | Melsungen        |
| Röllshausen           | Nausis, Röllshausen, Salmshausen, Wincherode | Zentrale Schwalm         | Ziegenhain       |
| Schrecksbach          | Fischbach, Holzburg, Schrecksbach | Zentrale Schwalm         | Ziegenhain       |
| Schwalmpforte         | Arnsbach, Kerstenhausen, Kleinenglis | Borken                   | Fritzlar-Homberg |
| Schwarzenborn         | Christerode, Grebenhagen, Hauptschwenda, Schwarzenborn | Schwalm-Knüll            | Ziegenhain       |
| Sebbeterode           | Gilserberg, Moischeid, Schönau, Sebbeterode | Schwalm-Hochland         | Ziegenhain       |
| Sipperhausen          | Dickershausen, Hilgershausen, Hombergshausen, Lengemannsau, Mörshausen, Mosheim, Ostheim, Sipperhausen                                                                 | Homberg-Land             | Fritzlar-Homberg |
| Spangenberg           | Elbersdorf, Herlefeld, Landefeld, Metzebach, Nausis, Schnellrode, Spangenberg                                                                                          | Spangenberg              | Melsungen        |
| Steinafurt            | Obergrenzebach, Riebelsdorf, Rückershausen, Seigertshausen, Steina, Trutzhain                                                                                          | Schwalm-Knüll            | Ziegenhain       |
| Treysa                | Ascherode, Dittershausen, Frankenhain, Rommershausen, Treysa | Schwalm-Hochland         | Ziegenhain       |
| Wabern                | Uttershausen, Wabern | Fritzlar-Land und Wabern | Fritzlar-Homberg |
| Wasenberg             | Wasenberg | Zentrale Schwalm         | Ziegenhain       |
| Wernswig              | Allmuthshausen, Leuderode, Rodemann, Sondheim, Waßmuthshausen, Wernswig                                                                                                | Homberg-Land             | Fritzlar-Homberg |
| Wolfershausen         | Altenbrunslar, Deute, Neuenbrunslar, Wolfershausen | Unteres Edertal          | Melsungen        |
| Zella                 | Loshausen, Zella | Zentrale Schwalm         | Ziegenhain       |
| Ziegenhain            | Ziegenhain | Schwalm-Hochland         | Ziegenhain       |
| Zimmersrode           | Bischhausen, Gilsa, Römersberg, Zimmersrode | Borken                   | Fritzlar-Homberg |
| Züschen               | Haddamar, Heimarshausen, Züschen | Fritzlar-Land und Wabern | Fritzlar-Homberg |

## Lage
Er grenzt an die kurhessischen Kirchenkreise Hersfeld-Rotenburg und Werra-Meißner im Osten, Kaufungen im Norden sowie Eder und Kirchhain im Osten. Im Süden schließt sich die Evangelische Kirche in Hessen und Nassau an.